# Nososticta irene
Nososticta irene är en trollsländeart som först beskrevs av Maurits Anne Lieftinck 1949.  Nososticta irene ingår i släktet Nososticta och familjen Protoneuridae. IUCN kategoriserar arten globalt som nära hotad. Inga underarter finns listade i Catalogue of Life.